# Конео (Сијена)
Конео је насеље у Италији у округу Сијена, региону Тоскана.
Према процени из 2011. у насељу је живело 51 становника. Насеље се налази на надморској висини од 234 м.